# Liste der Naturschutzgebiete im Landkreis Bergstraße
Im hessischen Landkreis Bergstraße gibt es die in der Tabelle aufgeführten Naturschutzgebiete mit einer Gesamtfläche von etwa 1.880 Hektar, das sind 2,6 % der Kreisfläche.
| Name                                         | Bild | Kennung              | Einzelheiten | Position | Fläche Hektar | Datum         |
| -------------------------------------------- | ---- | -------------------- | --- | -------- | ------------- | ------------- |
| Felsberg bei Reichenbach                     |      | 1431001 WDPA: 81649  | Lautertal (Odenwald) Waldgebiet am Südosthang des Felsbergs einschließlich des Felsenmeers Lautertal. OSM-Link zur Kartendarstellung: „Felsberg bei Reichenbach“                                        | ⊙        | 167,9         | 1972          |
| Lampertheimer Altrhein                       |      | 1431002 WDPA: 4397   | Lampertheim OSM-Link zur Kartendarstellung: „Lampertheimer Altrhein“ | ⊙        | 515,59        | 1976          |
| Schannenbacher Moor                          |      | 1431003 WDPA: 344834 | Lautertal (Odenwald) OSM-Link zur Kartendarstellung: „Schannenbacher Moor“ | ⊙        | 16,58         | 1975          |
| Tongrubengelände von Bensheim und Heppenheim |      | 1431004 WDPA: 82726  | Bensheim, Heppenheim (Bergstraße) OSM-Link zur Kartendarstellung: „Tongrubengelände von Bensheim und Heppenheim“                                                                                        | ⊙        | 91,87         | 1977          |
| Weschnitz-Insel von Lorsch                   |      | 1431005 WDPA: 82899  | Lorsch OSM-Link zur Kartendarstellung: „Weschnitz-Insel von Lorsch“ | ⊙        | 200,04        | 1979          |
| Schwalbennest von Neckarsteinach             |      | 1431007 WDPA: 82561  | Neckarsteinach OSM-Link zur Kartendarstellung: „Schwalbennest von Neckarsteinach“ | ⊙        | 8,8           | 1981          |
| Eiterbachtal von Wald-Michelbach             |      | 1431008 WDPA: 81598  | Wald-Michelbach OSM-Link zur Kartendarstellung: „Eiterbachtal von Wald-Michelbach“ | ⊙        | 47,32         | 1983          |
| Weidenau von Hirschhorn                      |      | 1431009 WDPA: 82875  | Hirschhorn (Neckar) OSM-Link zur Kartendarstellung: „Weidenau von Hirschhorn“ | ⊙        | 10,68         | 1983          |
| Hemsberg von Bensheim-Zell                   |      | 1431010 WDPA: 81865  | Bensheim OSM-Link zur Kartendarstellung: „Hemsberg von Bensheim-Zell“ | ⊙        | 14,67         | 1983          |
| Finkenbachtal bei Finkenbach                 |      | 1431011 WDPA: 81666  | Wald-Michelbach, Oberzent Fläche liegt teilweise im Odenwaldkreis, siehe Liste der Naturschutzgebiete im Odenwaldkreis OSM-Link zur Kartendarstellung: „Finkenbachtal bei Finkenbach“                   | ⊙        | 27,64         | 24. Nov. 1981 |
| Oberlücke von Viernheim                      |      | 1431012 WDPA: 164899 | Viernheim OSM-Link zur Kartendarstellung: „Oberlücke von Viernheim“ | ⊙        | 12,94         | 1985          |
| Steiner Wald von Nordheim                    |      | 1431013 WDPA: 165717 | Biblis OSM-Link zur Kartendarstellung: „Steiner Wald von Nordheim“ | ⊙        | 195,36        | 1987          |
| In der Striet bei Vöckelsbach                |      | 1431014 WDPA: 163913 | Mörlenbach OSM-Link zur Kartendarstellung: „In der Striet bei Vöckelsbach“ | ⊙        | 4,79          | 1988          |
| Orbishöhe von Auerbach und Zwingenberg       |      | 1431015 WDPA: 164948 | Bensheim, Zwingenberg OSM-Link zur Kartendarstellung: „Orbishöhe von Auerbach und Zwingenberg“ | ⊙        | 6,58          | 30. Nov. 1988 |
| Wasserschöpp bei Unter-Hambach               |      | 1431016 WDPA: 166184 | Heppenheim (Bergstraße) OSM-Link zur Kartendarstellung: „Wasserschöpp bei Unter-Hambach“ | ⊙        | 3,11          | 1989          |
| Schmerbachtal von Fürth und Hammelbach       |      | 1431017 WDPA: 165438 | Grasellenbach, Fürth OSM-Link zur Kartendarstellung: „Schmerbachtal von Fürth und Hammelbach“ | ⊙        | 4,32          | 1990          |
| Wolfsloch bei Wald-Michelbach                | BW   | 1431018 WDPA: 166354 | Wald-Michelbach OSM-Link zur Kartendarstellung: „Wolfsloch bei Wald-Michelbach“ | ⊙        | 7,19          | 1990          |
| Dürr-Ellenbachtal von Wald-Michelbach        |      | 1431019 WDPA: 162826 | Wald-Michelbach OSM-Link zur Kartendarstellung: „Dürr-Ellenbachtal von Wald-Michelbach“ | ⊙        | 54,25         | 1990          |
| Neuzenlache von Viernheim                    |      | 1431020 WDPA: 164805 | Viernheim OSM-Link zur Kartendarstellung: „Neuzenlache von Viernheim“ | ⊙        | 9,64          | 1990          |
| Lochwiesen von Biblis                        |      | 1431021 WDPA: 164496 | Biblis OSM-Link zur Kartendarstellung: „Lochwiesen von Biblis“ | ⊙        | 51,72         | 1992          |
| Weschnitzaue von Rimbach und Mörlenbach      |      | 1431022 WDPA: 166258 | Rimbach, Mörlenbach OSM-Link zur Kartendarstellung: „Weschnitzaue von Rimbach und Mörlenbach“ | ⊙        | 21,5          | 1992          |
| Gras-Ellenbacher Wiesen                      |      | 1431023 WDPA: 163302 | Grasellenbach OSM-Link zur Kartendarstellung: „Gras-Ellenbacher Wiesen“ | ⊙        | 24,08         | 1994          |
| Albersbacher Riedwiesen                      |      | 1431024 WDPA: 162057 | Rimbach, Mörlenbach OSM-Link zur Kartendarstellung: „Albersbacher Riedwiesen“ | ⊙        | 12,42         | 1996          |
| Wiesentälchen von Beedenkirchen              |      | 1431025 WDPA: 166305 | Lautertal (Odenwald) OSM-Link zur Kartendarstellung: „Wiesentälchen von Beedenkirchen“ | ⊙        | 8,56          | 1996          |
| Hammer Aue von Gernsheim und Groß-Rohrheim   |      | 1431026 WDPA: 318498 | Groß-Rohrheim, Biblis, Gernsheim OSM-Link zur Kartendarstellung: „Hammer Aue von Gernsheim und Groß-Rohrheim“                                                                                           | ⊙        | 220,86        | 1997          |
| In der Erbach bei Mörlenbach                 |      | 1431027 WDPA: 318598 | Mörlenbach OSM-Link zur Kartendarstellung: „In der Erbach bei Mörlenbach“ | ⊙        | 19,68         | 1997          |
| Glockenbuckel von Viernheim                  |      | 1431028 WDPA: 318444 | Viernheim OSM-Link zur Kartendarstellung: „Glockenbuckel von Viernheim“ | ⊙        | 41,08         | 1998          |
| Hainbrunner Tal bei Hirschhorn               |      | 1431029 WDPA: 318491 | Hirschhorn (Neckar) OSM-Link zur Kartendarstellung: „Hainbrunner Tal bei Hirschhorn“ | ⊙        | 27,47         | 1999          |
| Ulfenbachtal bei Hirschhorn                  | BW   | 1431030 WDPA: 319235 | Hirschhorn (Neckar) OSM-Link zur Kartendarstellung: „Ulfenbachtal bei Hirschhorn“ | ⊙        | 35,73         | 2000          |
| Erlache bei Bensheim                         |      | 1431031 WDPA: 318361 | Bensheim OSM-Link zur Kartendarstellung: „Erlache bei Bensheim“ | ⊙        | 48,78         | 2000          |
| Rotes Wasser von Olfen                       |      | 1437006 WDPA: 82448  | Oberzent, Mossautal, Wald-Michelbach Ist per Kennung 1437xxx dem Odenwaldkreis zugeordnet, siehe Liste der Naturschutzgebiete im Odenwaldkreis OSM-Link zur Kartendarstellung: „Rotes Wasser von Olfen“ | ⊙        | 12,09         | 1980          |
| Legende für Naturschutzgebiet                |      |                      | |          |               |               |